# Nephrotoma moshesh
Nephrotoma moshesh is een tweevleugelige uit de familie langpootmuggen (Tipulidae). De soort komt voor in het Afrotropisch gebied.